# Nobuo Okishio
Nobuo Okishio (置塩 信雄?  2 de enero de 1927 – 13 de november de 2003) fue un economista marxista japonés y profesor emérito de la Universidad de Kobe. En 1979, fue elegido presidente de la Asociación Japonesa de Economía y Econometría, que ahora se llama Asociación Económica Japonesa.
Okishio estudió economía matemática con Kazuo Mizutani. En 1950 se graduó en la Universidad de Kobe y luego enseñó allí. Pronto comenzó a dudar de las premisas y resultados de la economía moderna y decidió buscar alternativas estudiando la economía marxista.
Okishio trabajó para aclarar la lógica del sistema económico de Karl Marx, ofreciendo pruebas formales y matemáticas de muchos teoremas marxistas. Por ejemplo, en 1955, dio la primera prueba del mundo del “teorema fundamental marxiano”, como lo llamó más tarde Michio Morishima, que es la teoría de que la explotación del excedente de trabajo es la condición necesaria para la existencia de ganancias positivas. Respecto a la tendencia decreciente de la tasa de ganancia de Marx, Okishio consideró que su famoso teorema no lo negaría.
Okishio escribió muchos artículos que cubren varios campos importantes de la economía moderna y marxista, por ejemplo valor y precio, teoría de la acumulación, análisis crítico de la economía keynesiana, teoría del ciclo comercial y sobre la tendencia de largo plazo de la economía capitalista. Fueron publicados en más de veinte libros y doscientos artículos, casi todos en japonés. Alrededor de treinta de sus artículos publicados han sido traducidos al inglés y gran parte de estos materiales están recopilados en el libro (Nobuo Okishio, Michael Kruger y Peter Flaschel, 1993).

## Teoría del valor y explotación

### Formulación del valor incorporado del trabajo
Okishio mostró cómo el valor marxiano se determina cuantitativamente. La ecuación de valor presentada por Okishio determina la cantidad de trabajo directa e indirectamente necesaria para producir una unidad de bien de la siguiente manera.
{\displaystyle t_{i}=\sum _{j}a_{ij}+\tau _{i},\quad i=1,\ldots ,n}
dónde {\displaystyle a_{ij}} es la cantidad de {\displaystyle j} -ésimos bienes y {\displaystyle \tau _{i}} es el insumo de mano de obra directa necesaria para producir una unidad de {\displaystyle i} -ésimos bienes. Se le ocurrió esta idea por primera vez cuando escribía “Sobre la teoría del intercambio” en 1954 en japonés y un poco más tarde, en 1955, escribió más claramente en el artículo en inglés “Monopoly and the Rates of Profits” de la Revista Económica de la Universidad de Kobe.

### Teorema fundamental marxiano
Usando esta ecuación, Okishio demostró la proposición fundamental de Marx de que la explotación del trabajo excedente es la condición necesaria para la existencia de ganancias positivas, más tarde denominada teorema marxiano fundamental por Michio Morishima. Esta prueba tiene algunas características. En primer lugar, no impide la aceptación anticipada de la teoría del valor. Partiendo de la existencia de ganancia expresada en términos de precio, podemos deducir la existencia de plusvalía como consecuencia lógica. Este es el camino opuesto al de Marx, que partió del valor y llegó al precio y al beneficio. La prueba de Okishio tiene efectos para persuadir de la validez de las proposiciones marxistas a muchos más economistas no marxistas en la actualidad.

### Medición
Según esta ecuación de valor podemos realizar mediciones cuantitativas utilizando tablas input-output desarrolladas después de la Segunda Guerra Mundial. El propio Okishio lo probó por primera vez en 1958 en la economía japonesa y desde entonces tenemos muchas investigaciones de mediciones en muchos países. Las mediciones realizadas entre 1955 y 1985 en la economía japonesa muestran que los valores y los precios se mueven de manera diferente en el corto plazo, pero en el largo plazo estas dos magnitudes se mueven de manera muy coincidente.[cita requerida] Por lo tanto, al menos a largo plazo se puede decir que los valores están desempeñando un papel gravitante de los precios.

## Algunas proposiciones de la economía marxista

### Problema de la transformación
El trabajo de Okishio está relacionado con esclarecer la lógica de la teoría de Marx. Primero, está el problema de la transformación. Marx argumentó en el tercer tomo de El capital sobre la transformación de valores en precios. Allí discutió que los precios de producción también entran en los precios de los insumos en varios sectores. Y nos advirtió que podríamos cometer un error si ignoramos este hecho porque existe cierta discrepancia entre precios y valores. Aquí, por supuesto, los precios significan precios de producción y los valores significan precios de insumos en la primera etapa. Entonces Marx sugirió la necesidad de continuar con este proceso de transformación iterativo hasta el final. Marx mostró la fórmula de la transformación aunque dejó que otros la hicieran. Okishio ejecutó el proceso de iteración hasta el final utilizando herramientas matemáticas y demostró que converge al equilibrio de precios de producción con ganancias positivas, es decir, iguales a la ecuación de Bortkiewicz. Un hallazgo importante relacionado con este trabajo es que la tasa de ganancia de equilibrio y los precios de producción se determinan dependiendo de la tasa de salario real y las tecnologías en los sectores básicos únicamente. Este resultado fue aceptado con sorpresa, porque muchos economistas consideraban que los sectores no básicos también tienen algunas relaciones con la tasa de ganancia de equilibrio. En lo que respecta a Japón, se mantienen algunas discusiones acaloradas entre Okishio y algunos otros economistas marxistas.

### Prueba formal del teorema marxiano
Lo siguiente son las proposiciones de Marx sobre el movimiento dinámico de la economía capitalista. En el artículo “Una prueba formal de los dos teoremas de Marx” intentó demostrar los dos teoremas de Marx; primero, la caída tendencial de la tasa de ganancia y, segundo, el aumento tendencial del desempleo. Por “formal” Okishio se refería a si podemos deducir dos proposiciones de los supuestos de Marx sobre una composición orgánica creciente de la producción . Demostró que si se introducen continuamente nuevas tecnologías con una composición orgánica creciente de la producción, entonces la tasa de ganancia debe caer y el desempleo debe aumentar. Aquí el supuesto crucial es la introducción de tecnologías de composición orgánica cada vez mayores. Luego procede a examinar la validez de este supuesto desde el punto de vista del comportamiento capitalista de elección técnica.

### El cambio técnico y la tasa de ganancia
En el artículo “Technical Change and the Rate of Profit” de 1961 presentó el famoso teorema de Okishio. Allí demostró que si asumimos la condición de viabilidad, es decir, para que se introduzca la nueva tecnología, debe reducir los costos, entonces las nuevas tecnologías nunca disminuirán la tasa de ganancia; si se introduce en los sectores básicos, la tasa de ganancia necesariamente aumentará. Sus argumentos dependen de varios supuestos: (1) la tasa de salario real es constante antes y después del cambio técnico, (2) la comparación se hace sobre la tasa de ganancia de equilibrio, (3) la tasa de ganancia está definida por la tasa de reproducción. principio de costo. Este teorema fue posteriormente extendido al caso de la producción conjunta en Morishima (1974), y más tarde al caso del capital fijo por Nakatani (1978) y Roemer (1979). Este trabajo estimuló mucha discusión sobre su validez e implicaciones para la teoría marxista cuando se publicó por primera vez, y ha sido un tema acalorado debatido hasta el día de hoy.

### Teorema de Okishio y la caída de la tasa de ganancia
Okishio no cree que su famoso teorema de Okishio descarte por completo la posibilidad de que la tasa de ganancia decreciente entre en vigor. Una tasa de ganancia decreciente podría lograrse en el largo plazo debido a presiones competitivas entre los capitalistas, el poder de negociación de los trabajadores u otras razones. El quid del teorema de Okishio es que, dado el constante progreso tecnológico en el sistema capitalista de cambio, si la tasa de ganancia cae en el largo plazo, la tasa de salario real debe estar aumentando. La tasa de salario real cambiará en el proceso de cambio técnico y es muy dudoso que este proceso dinámico converja en una situación estacionaria de precios de producción. Sin embargo, el teorema de Okishio es relevante porque niega que el FRP se establezca automáticamente a partir del cambio técnico por sí solo.

## Investigación crítica de Keynes

### La economía keynesiana comparada con la economía clásica
Okishio investigó críticamente a economistas no marxistas con mucha energía, especialmente Keynes y Harrod. Aunque Keynes no simpatiza con Marx, Okishio pensaba que Keynes es un crítico importante de la economía neoclásica dentro de la economía moderna, porque Keynes negaba el mecanismo de ajuste armónico de la economía de mercado. Keynes también enfatizó el papel independiente y volátil de la demanda de inversión en la economía capitalista. En estos aspectos, Keynes compartía un punto de vista similar al de Marx. Los nuevos keynesianos o neokeynesianos recientes han estado descuidando estas características fundamentales de la teoría original de Keynes.

### Función de oferta agregada
La crítica de Okishio a Keynes es que negó la posibilidad de cambiar la forma de tomar decisiones de los capitalistas. Como es bien sabido, Keynes dedicó casi toda su investigación al lado de la demanda y en cuanto al lado de la oferta sólo dijo que casi no queda material que no conozcamos y Keynes lo dejó como técnicamente dado. Okishio examinó la propiedad capitalista de la función de oferta agregada de Keynes Z(N) y mostró una forma alternativa de aumentar el empleo cambiando la función de oferta agregada . Su examen crítico de la economía keynesiana es el libro publicado conjuntamente "Keynesian Economics" en 1957.

### Determinación del salario
Como es bien sabido, uno de los puntos críticos de Keynes en la economía clásica es la idea de que un "salario de compensación del mercado" se determina en el mercado laboral. Por el contrario, en Keynes, el tipo de salario real se determina en los mercados de productos básicos. Muchos economistas marxistas consideran que el mercado laboral afecta el salario real. Sin embargo, el mercado laboral puede afectar el salario nominal actual y el mercado de productos básicos puede afectar los precios nominales. Entonces, para determinar la tasa de salario real. En la economía clásica, la tasa de salario real es saber cómo se mueve la tasa de salario real, tenemos ambos mercados, es decir, la economía en su conjunto. Okishio investigó el movimiento de la tasa de salario real en un proceso de acumulación y consideró las demandas de inversión como el determinante más dominante de la tasa de salario real en el corto plazo y la tasa de crecimiento natural como determinante de la tasa de salario real a largo plazo.

## Inestabilidad del camino de acumulación capitalista

### Inestabilidad
Okishio estuvo de acuerdo con Roy F. Harrod en que la economía de mercado no era sólo desde una perspectiva estática pero también desde una perspectiva dinámica. Sin embargo, los argumentos de Harrod son necesariamente claros en cuanto a la toma de decisiones de inversión. Okishio escribió muchos artículos para aclarar la lógica de la inestabilidad de Harrod y demostró que la inestabilidad es una característica inherente al proceso de acumulación de la economía capitalista. Los problemas examinados son (A) aclarar la decisión de inversión de los capitalistas de Harrod y (B) investigar el postulado de inestabilidad tomando en consideración otras posibilidades como cambios técnicos sustitutivos, cambios en la tasa de ahorro y movimientos en los precios relativos. Llegó a la conclusión de que la inestabilidad es la propiedad robusta de la acumulación capitalista.

### Teoría de la crisis
El proceso de acumulación capitalista muestra inestabilidad. Sin embargo, para que un sistema de producción sobreviva durante muchos años, debe satisfacer algún tipo de condiciones de equilibrio o cercanas al equilibrio. En el corto plazo, la economía se desvía de la trayectoria de crecimiento de equilibrio debido a la inestabilidad de Harrod, pero en el largo plazo satisface varias condiciones, como se muestra en la fórmula de reproducción del segundo tomo de El capital de Marx. Okishio procede a investigar la teoría de la crisis reconciliando estos dos requisitos e introduciendo la teoría de la crisis como un mecanismo regulador. Su teoría de la acumulación está publicada en su publicación principal CHIKUSEKIRON (“Teoría de la acumulación” en japonés).

## Competencia

### Beneficio y competencia
Okishio examinó la relación entre ganancias y competencia. El teorema de Okishio es la proposición que se obtiene comparando la tasa de beneficio de equilibrio antes y después de la introducción de nueva tecnología. Es muy problemático si las perturbaciones económicas debidas al cambio técnico convergerán suavemente hacia un nuevo estado estacionario.

### Precio de producción relacionado
En otras palabras, ¿cómo puede justificarse en la economía real la constelación marxiana de precios de producción? Marx consideró, por supuesto, que a largo plazo la tasa de ganancia positiva promedio se logra en la economía de mercado capitalista. Entonces, ¿cuál es la lógica para garantizarlo considerando el cambio del salario real? Adam Smith consideraba que la competencia entre capitales ejerce presiones a la baja sobre las ganancias. Pero, como es bien sabido, Ricardo criticó a Smith y afirmó que la competencia sólo puede igualar tasas de ganancia desiguales entre los capitales y nunca afectar el nivel de la tasa de ganancia en sí, que es heredado por Marx. Walras y más claramente Schumpeter afirmaron que la competencia barre completamente las ganancias.

### Resultados provisionales
La conclusión provisional de Okishio sobre este problema es que la competencia puede llevar a la economía a un equilibrio sin beneficios a menos que no existan innovaciones técnicas continuas o un aumento de la oferta de mano de obra o del consumo capitalista independiente. Esta investigación aún está en marcha.

## Los procesos de largo plazo de una economía capitalista

### Dos requisitos
Sobre este punto, el argumento de Okishio se compone de las dos proposiciones siguientes. Primero, para que la economía capitalista funcione eficazmente, el poder de producción de la humanidad en esa sociedad debe exceder algún nivel mínimo, pero tampoco debe exceder algún nivel máximo. En segundo lugar, el poder de producción en la economía capitalista necesariamente avanza debido a los mecanismos de competencia y expansión comercial inherentes al modo de producción capitalista.[cita requerida]

### Materialismo dialéctico
Este punto de vista es exactamente el mismo que el de la dialéctica histórica de Marx. Si esto es correcto, la necesidad de que una sociedad capitalista cambie a otro sistema económico puede demostrarse demostrando los dos siguientes. Primero, tenemos que demostrar cómo avanza el poder de producción en la sociedad capitalista. A continuación, tenemos que mostrar cuál es el límite superior del poder de producción para que una economía capitalista pueda funcionar eficazmente.[cita requerida]

### Necesidad de una nueva sociedad
En cuanto al primero, la introducción de nuevas tecnologías es muy importante, como lo demuestran muchos economistas como Schumpeter y otros. En cuanto al último límite superior, destaca la controlabilidad de toda la economía. Vivimos en un mundo donde incluso una actividad económica local puede tener efectos de consecuencias globales y duraderas en todo el mundo. En este sentido las actividades productivas ya están socializadas en sus efectos. Sin embargo, la toma de decisiones todavía está a cargo exclusivamente de una pequeña parte de los miembros de la sociedad y se ejecuta sobre la base del principio de maximización de beneficios. Por eso considera que para garantizar la existencia de la humanidad tenemos que cambiar la economía capitalista por un sistema económico alternativo mucho más socializado, que se llama economía socialista.[cita requerida]

### Libros
- Nobuo Okishio ed. (1992), Business cycles : theories and numerical simulation (Dynamische Wirtschaftstheorie; Bd. 12), Peter Lang Publishing.
- Nobuo Okishio, Michael Kruger and Peter Flaschel (1993), Nobuo Okishio-Essays on Political Economy : Collected Papers, Peter Lang Publishing (ISBN 3631435584).

### Artículos
- “Monopoly and the Rates of Profit”, 1955, Kobe University economic review 1,71–88.
- “Durable Equipment and Equilibrium Growth”, 1958, Kobe University economic review 4,29–40.
- “Technical Changes and the Rate of Profit”, 1961, Kobe University economic review 7,85–99.
- N. Okishio (1963). «A Mathematical Note on Marxian Theorems». Weltwirtschaftliches Archiv 91 (2): 287-297.
- “Instability of Harrod=Domar's Steady Growth”, 1964, Kobe University economic review 10,19–27.
- “On Mr. N. Kaldor's Growth Model”, 1967, Kobe University economic review 13, 43–58.
- “An Extension of a Discrete Version of Pontryagin's Maximum Principle and its Simple Application”, 1970, Kobe University economic review 16,37–48.
- “A Formal Proof of Marx's Two Theorems”, 1972, Kobe University economic review 18,1–6.
- “Value and Production-Price”, 1974, Kobe University economic review 20,1–19.
- “Fixed Capital and Extended Reproduction”, 1975, Kobe University economic review 21,11–27.
- “Marxian Fundamental Theorem : Joint-Production Case”, 1976, Kobe University economic review 22,1–11.
- “Inflation as an Expression of Class Antagonisms”, 1977, Kobe University economic review 23,17–29.
- “Theorems of Investment Truncation”, The annals of the School of Business Administration, Kobe University 21,73–90,1977.
- "Notes on Technical Progress and Capitalist Society", 1977, Cambridge Journal of Economics 1(1), 93–100.
- Three Topics on Marxian Fundamental Theorems", 1978, Kobe University economic review 24,1–18.
- “Dimensional Analysis in Economics”, 1982, Kobe University economic review 28,31–44.
- “The Decision of New Investment, Technique and Rate of Utilization”, 1984, Kobe University economic review 30,15–32.
- “A Measurement of the Rate of Surplus Value in Japan : The 1980 Case”, 1985, Kobe University economic review 31,1–13.
- “Stagflation : Causes and Policies”, 1986, Kobe economic & business review 32,33–54.
- “Theoretical Foundations of International Macro-Economic Model”, 1987, Kobe University economic review 33,1–16.
- “On Marx's Reproduction Scheme”, 1988, Kobe University economic review 34,1–24.
- “Problems and Method of Economics”, 1989, Kobe economic & business review 34,101–108.
- “On the Theories of Determination of the Real Wage Rate”, 1989, Kobe University economic review 35,1–13.
- “The Permissible Range of Relative Prices in the Light of Lavor Values”, 1995, Kobe University economic review 41,1–14.
- “Competition and Production Price”, 2000, Cambridge Journal of Economics 25(4), 493–501.